# Adam Wagner
Henrik Adam Wagner (født 1975 i Svendborg) er en dansk historiker, forfatter og foredragsholder.
Sproglig student fra Svendborg Gymnasium 1994. Adam Wagner blev mag.art. (magisterkonferens) i historie fra Københavns Universitet i 2010. Studieophold på Island (Háskóli Íslands). Magisterkonferensen omhandlede dansk og national identitet, særligt i Saxos værk Gesta Danorum. Konferensen udkom i 2015 i omarbejdet og udvidet form med titlen Danskhed i middelalderen. Bifag i dansk 2021.
Wagner har især beskæftiget sig med national identitet i førmoderne tid, særligt i middelalderen, i et opgør med modernismeteorien inden for nationalismeforskningen.
Derudover ligger Wagners historieforskning inden for nordisk fortid. Han har bl.a. skrevet artikler om Skånelandene og om Sønderjylland, Sydslesvig, samt om folkloristiske emner.
Adam Wagner producerer også videoer med historisk indhold, som han lægger ud på sin YouTube-kanal ”Nordisk fortidsformidling”.
Hans virke har endvidere ligget inden for museumsvirksomhed og gymnasieundervisning, som foredragsholder og som redaktør.
Adam Wagner har været formand for Dansk Samling 2003-2013. Han har været styrelsesmedlem i Dansk-Skaansk Forening i 28½ år og nu i Monradselskabet. Fra marts 2025 igen indtrådt i bestyrelsen for Dansk-Skaansk Forening og ansvarshavende redaktør for Dansk-Skånsk Tidsskrift.
Hans kone er sognepræst i Nørre Alslev på Nordfalster, hvor de bor nu, og de har to børn. De har også boet på Langeland og 5 år i Norge. Fra august 2024 ansat på Nakskov Gymnasium til at undervise i historie og dansk på STX, HHX og HF.